# Storena analis
Storena analis là một loài nhện trong họ Zodariidae.
Loài này thuộc chi Storena. Storena analis được Eugène Simon miêu tả năm 1893.